# Omocyrius fulvisparsus
Omocyrius fulvisparsus är en skalbaggsart som beskrevs av Francis Polkinghorne Pascoe 1866. Omocyrius fulvisparsus ingår i släktet Omocyrius och familjen långhorningar. Inga underarter finns listade i Catalogue of Life.